# Судемье
Судемье — деревня в Сясьстройском городском поселении Волховского района Ленинградской области.

## История
На карте Санкт-Петербургской губернии Ф. Ф. Шуберта 1834 года упоминается деревня Судем.

СУДЕШЬЕ — деревня принадлежит Казённому ведомству, число жителей по ревизии: 15 м. п., 17 ж. п. (1838 год)

Как деревня Судем она отмечена на карте Ф. Ф. Шуберта 1844 года.

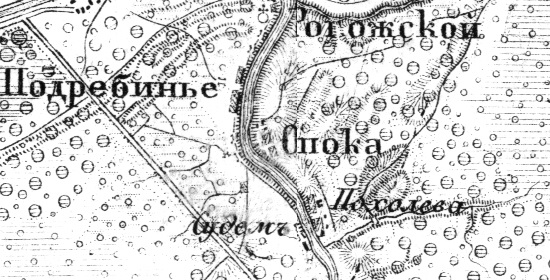
Деревня Судемье на карте Ф. Ф. Шуберта 1855 года

На карте Ф. Ф. Шуберта 1855 года деревня также названа Судем.

СУДЕШЬЕ — деревня Ведомства государственного имущества, по просёлочной дороге, число дворов — 7, число душ — 12 м. п. (1856 год)

СУДЕМЬЕ (СУДЕМ) — деревня казённая при реке Сяси, число дворов — 7, число жителей: 16 м. п., 17 ж. п. (1862 год)

Согласно епархиальным сведениям 1899 года деревня относилась к приходу собора Успения Пресвятой Богородицы (ранее Успенско-Сясьского погоста) в селе Рогожа.
В конце XIX — начале XX века деревня административно относилась к Иссадской волости 2-го стана Новоладожского уезда Санкт-Петербургской губернии.
По данным «Памятной книжки Санкт-Петербургской губернии» за 1905 год деревня Судемье входила в состав Подрябинского сельского общества.
Согласно карте Петроградской и Новгородской губерний издания 1915 года деревня называлась Судем.
С 1917 по 1923 год деревня входила в состав Перевозского сельсовета Иссадской волости Новоладожского уезда.
С 1923 года в составе Октябрьской волости Волховского уезда.
С февраля 1924 года в составе Сясько-Рядковского сельсовета, с марта 1924 года в составе Подрябинского сельсовета Колчановской волости.
С 1927 года в составе Волховского района.
С 1928 года в составе Пульницкого сельсовета.
По данным 1933 года деревня Судемье входила в состав Пульницкого сельсовета Волховского района.
С 1946 года в составе Новоладожского района.
В 1951 году население деревни составляло 205 человек.
В 1958 году население деревни составляло 19 человек.
С 1963 года вновь в составе Волховского района.
По данным 1966, 1973 и 1990 годов деревня Судемье также входила в состав Пульницкого сельсовета.
В 1997 году в деревне Судемье Пульницкой волости проживали 2 человека, в 2002 году — 4 человека (все русские).
В 2007 году в деревне Судемье Сясьстройского ГП — 1.

## География
Деревня расположена в северной части района близ автодороги 41К-197 (Колчаново — Сясьстрой), к югу от города Сясьстрой.
Расстояние до административного центра поселения — 13 км.
Деревня находится на левом берегу реки Сясь.

## Демография
| 1838 | 1862 | 1997 | 2002 | 2007 | 2010 | 2017 |
| ---- | ---- | ---- | ---- | ---- | ---- | ---- |
| 32   | ↗33  | ↘2   | ↗4   | ↘1   | →1   | ↗2   |

### Национальный состав
Согласно данным Всероссийской переписи населения 2021 года в деревне проживали 2 человека, все русские.